# Тарабуев, Яков Сергеевич
Яков Сергеевич Тарабуев — советский государственный и политический деятель, председатель Мурманского областного исполнительного комитета.

## Биография
Родился в октябре 1911 года в Кузомени Александровского уезда Архангельской губернии. Член ВКП(б) с 1932 года.
С 1934 года — на общественной и политической работе. В 1934—1958 гг. — инструктор Мурманского окружного комитета, секретарь Териберского районного комитета ВЛКСМ, 3-й секретарь Полярного районного комитета ВКП(б), инструктор Отдела кадров Мурманского областного комитета ВКП(б), секретарь Ленинского районного комитета ВКП(б) города Мурманска, заведующий Организационно-инструкторским отделом Мурманского городского комитета ВКП(б), заместитель начальника Мурманского торгового порта по политической части, секретарь комитета ВКП(б) Мурманского торгового порта, заместитель заведующего Отделом кадров Мурманского областного комитета ВКП(б), заведующий Планово-финансово-торговым отделом Мурманского областного комитета ВКП(б) — КПСС, председатель Исполнительного комитета Мурманского областного Совета, заместитель начальника Главного управления рыбной промышленности Мурманского бассейна по кадрам, начальник Отдела кадров и учебных заведений СНХ Мурманского экономического административного района.
Избирался депутатом Верховного Совета РСФСР 4-го созыва.
Похоронен на новом городском кладбище Мурманска.